# Wakfu (manfra)
Pour les articles homonymes, voir Wakfu.
Wakfu (/wak.fʊ/), parfois nommé Wakfu Manga, est une série de bande dessinée publiée par Ankama Éditions de 2012 à 2019. Elle conte les aventures de la Confrérie du Tofu après la saison 2 de Wakfu et avant ses trois épisodes spéciaux.
Les quatre premiers tomes, parus de 2012 à 2016, sont dessinés par Saïd Sassine et scénarisés par Anthony « Tot » Roux et Azra et le cinquième et dernier tome, édité en 2019, est dessiné par Cynthia Leman et scénarisé par Tom Gobart et Jérôme « Jay » Lefévère.

## Synopsis

### Tome 1:La Quête des Dofus Eliatropes
Yugo et son frère jumeau Adamaï fêtent leurs 14 ans. Alibert leur a préparé une surprise en invitant Ruel, Tristepin, Amalia et Evangelyne, mais aussi plus de trente personnes parmi celles qu’ils ont rencontrées pendant leurs quêtes.
Alors que la fête bat son plein, Jiva, gardienne du mois de Javian, vient perturber les festivités. Elle ordonne à Yugo de lui remettre les six Dofus des Eliatropes. Bien entendu Yugo n’a aucune idée de l’endroit où sont cachés les Dofus. Le seul dont il connaît l’emplacement est celui de Qilby, mais il n’a aucune intention de le lui remettre.
Les forces combinées de Tristepin, Amalia, Ruel, maître Joris et Yugo ne sont pas suffisantes pour la vaincre. Phaéris tente alors une ultime attaque pour arrêter cette intruse, mais la puissance de Jiva est telle qu’elle parvient à le tuer.
Pour être sûr que Yugo fasse ce qu’elle demande, Jiva enlève Grougaloragran et Chibi. Elle promet de les libérer si Yugo lui amène les six Dofus. Elle évoque aussi le fait qu’Ogrest possède lui aussi six Dofus mais que cet adversaire est tellement fort qu’il est impossible de récupérer ces Dofus là.
Une fois que Jiva est repartie, l’esprit de Phaéris apparaît pour expliquer à Yugo qu’il existe une machine dans le mont Zinit qui lui permettra de localiser les six Dofus. Amalia, Ruel et Tristepin se proposent d’accompagner Yugo et Adamaï. Comme Evangelyne est enceinte, elle n’était pas prête à l’idée de partir avec le groupe, elle espérait que Tristepin resterait avec elle. Mais Tristepin veut absolument partir à l’aventure avec Yugo, elle se décide finalement à les accompagner malgré les risques qu’ils encourent.

### Tome 2:La Légende de Jiva
Le fâcheux incident qui a conduit Jiva à s’en prendre à Yugo prend sa source plusieurs années plus tôt, alors que Djaul était sur le point de tuer Jiva. Théoriquement, il existe douze gardiens, un par mois et lorsqu’un mois se termine, le gardien laisse sa place au suivant. Seul Djaul refuse cette transition, obligeant Jiva à l’affronter une fois par an. Jusqu’à maintenant, elle avait toujours gagné, malheureusement, cette fois-ci le combat avait tourné en sa défaveur.
Alors que Djaul était sur le point de l’achever, Ulgrude le gardien du mois de Martalo surgit de nulle part et attaque Djaul avant qu’il ne la tue. Théoriquement un gardien ne doit pas intervenir dans ce type de duel, mais Ulgrude est amoureux de Jiva, il est prêt à donner sa propre vie pour la sauver, alors ce n’est pas une règle ancestrale qui arrêtera sa détermination.
Son courage et sa force mettront en fuite Djaul, mais épuisé et meurtri par le combat qu’il vient de mener, il s’éteindra debout comme un capitaine qui sombre avec son navire sans lâcher la barre.
Jiva est ravagée par la mort de son bien aimé, elle enferme son corps dans un bloc de glace en lui promettant de le ressusciter. Il apparaît évident que c’est pour cette raison qu’elle cherche à obtenir les six Dofus.
Yugo et ses amis ne connaissent pas encore la raison qui motive la demande de Jiva, mais ils n’ont guère le choix. Pour renforcer leur équipe, ils ont fait alliance avec les Chevaliers Justice père et fils pour tenter de retrouver les Dofus que Jiva leur a demandés en échange de Chibi et Grougaloragran. La première étape de leur quête est de se rendre au mont Zinit où ils trouveront une machine capable de détecter l’emplacement des Dofus.
Cependant, un tel voyage est long et périlleux. Ils doivent trouver un bateau et traverser pratiquement la moitié du globe.
Heureusement, les Chevaliers Justice ont une solution plus efficace que le bateau. Leur train peut se transformer en aéroglisseur capable de survoler la surface de l’eau à une allure bien supérieur à celle d’un bateau. Le seul problème, c’est que pour pouvoir faire cela ils ont besoin de la puissance de Kerosho, un Shushu que personne n’a réussi à soumettre.
Tristepin se propose de l’affronter et de le vaincre comme il l’a déjà fait avec Rubilax. Mais dans l’arène, il s’avère rapidement qu’il n’est pas de taille face aux flammes que crache Kerosho. Tristepin doit abandonner et laisser sa place à quelqu’un qui sait aussi cracher du feu : Adamaï.
Kerosho est enchanté à l’idée de se mesurer à un dragon. Dans les premières minutes, il semble dominer son adversaire, ce qui ne fait que renforcer son assurance et son arrogance. Pourtant, la situation se retourne lorsqu’il réalise qu’il n’a plus de flamme en réserve. C’est la première fois qu’il se mesure à un individu qui lui tient tête aussi longtemps, il ne s’attendait pas à se retrouver à court de souffle. Profitant de ce répit, Adamaï lui crache alors à la figure des flammes jusqu’à ce qu’il promette de lui obéir. Un Shushu ne pouvant pas revenir sur sa parole, il accepte qu’Adamaï devienne son gardien et se retrouve emprisonné dans une sorte de pendentif.
Le pouvoir que dégage ce pendentif va servir à alimenter la locomotive des Chevaliers Justice. Tout le monde se prépare donc à partir avec un certain enthousiasme, seul Tristepin ne se réjouit pas de ce départ. Il a tenté en vain de dissuader Evangelyne de les accompagner de peur qu’elle prenne un mauvais coup et fasse une fausse couche. Mais Evangelyne n’a rien voulu savoir, elle ne compte pas rester sagement à la maison pendant que ses amis et le père de son futur enfant risquent leur vie. Les tensions du couple sont palpables, mais personne n’ose intervenir.
Finalement le seul qui reste au château est le Chevalier Justice père qui s’estime un peu trop vieux pour partir à l’aventure. Le voyage se passe bien jusqu’à ce qu’ils arrivent devant un ravin. Le contourner serait trop long, pour atteindre l’autre côté, ils sont obligés de passer par les mines de Lamororia qui sont infestées de craqueleurs géants. Le seul moyen de s’en sortir est de ne pas faire de bruit pour ne pas les réveiller.
Nos héros ont oublié un léger détail : les Shushus ont la trahison dans le sang. Une fois au cœur de la mine, Kerosho fait rugir son moteur de toutes ses forces pour sortir de leur sommeil ces géants de pierre. Son stratagème est un succès, à présent qu’ils sont cernés, ils ne savent plus comment s’en sortir.

### Tome 3:Les Mines de Lamororia
La traversée des mines de Lamororia se passe assez mal. Kerosho a réveillé de nombreux craqueleurs. Leur nombre et leur puissance obligent nos héros à fuir dans un tunnel trop petit pour ces géants. Malheureusement, le répit est de courte de durée car les craqueleurs les attendent à la sortie. Finalement, Adamaï va devoir engager le combat avec leur chef pour laisser le temps à ses amis de s’enfuir. Après avoir vaincu son adversaire, il rejoint leur groupe qui vient juste d’atteindre la mer.
Le voyage en pleine mer se passe mal car un kralamour géant les attaque, puis ils affrontent une tempête qui finira par détruire leur locomotive qui s’échouera en petits morceaux sur les plages du mont Zinit. L’énergie dégagée par cette montagne « boostent » Yugo et Adamaï ; en revanche, cela affecte l’esprit d’Amalia, Evangelyne et le Chevalier Justice qui n’ont plus leur caractère normal. Ces trois-la restent donc sur la plage pendant que le reste du groupe avance dans les cavernes du mont Zinit où ils se font assaillir par une nuée de patapoutres (monstres de pierre) qu’ils repoussent sans peine.
Malheureusement pour eux, les patapoutres ne sont qu’un amuse-gueule. Alors qu’ils croyaient être enfin arrivé au bout de leur peine, ils se retrouvent face au dragon de l’eau Aguabrial qui engage le combat pour les empêcher d’accéder à une sorte de portail Zaap géant.
En voyant que Yugo est un Eliatrope et Adamaï un dragon, Aguabrial cesse le combat. Il explique que son rôle est de protéger ce portail contre les intrus, ce qui n’est pas le cas de Yugo et Adamaï car les Eliatropes et leurs dragons sont les héritiers légitimes de ce portail. Aguabrial prévient Yugo et Adamaï que le fonctionnement de ce portail est un peu spécial car il permet d’emmener ceux qui l’utilisent où ils le souhaitent sur la planète, mais aussi dans d’autres dimensions. Cette ouverture sur d’autres mondes représente une menace potentielle ce qui explique qu’Aguabrial en garde l’accès. Il suffit donc à Yugo et Adamaï de penser au vaisseau du mont Zinit pour que le portail les y emmène. Ils se précipitent à l’intérieur, mais à voir la tête qu’ils font en arrivant de l’autre côté, il est probable que ce n’est pas la destination qu’ils s’imaginaient.

### Tome 4:L'Errance des Eliatropes
Yugo et ses amis pénètrent enfin dans le Mont Zinit en espérant pouvoir y trouver la localisation des Dofus, après avoir découvert petit à petit chaque salles, ils trouvent la cabine de pilotage du vaisseau Zinit. 
Essayant tant bien que mal à la faire, marcher grâce à Ruel, Adamaï découvre un journal de bord de Yugo âgé lors de l'attaque des Méchasmes. Yugo âgé exprime un message d'adieu à Adamaï, il lui explique, que le journal de bord a été effacé pour que les Méchasmes ne le lisent pas, que Nora est partie implorer la déesse Eliatrope, et que Balthazar est parti enfermer les enfants Eliatropes dans Emrub. Yugo âgé, exprime une dernière chose : il a caché une partie d'Adamaï qu'il aimait tant dans leur chambre, et lui fait ses adieux quelques seconde avant de se faire attaquer par un Méchasme.
Cherchant la partie d'Adamaï dans la chambre de Yugo et Adamaï, ils trouvent un anneau. N'ayant plus d'indication sur la position des six Dofus, Yugo et Adamaï comptent rendre visite à Drill, le gardien du Dofus de Chibi et de Grougaloragran. Il se trouve qu'en arrivant sur les lieux, le temple du Dofus de Grougal a été détruit. Retrouvant Drill sous des décombres, il leur explique qu'il a été attaqué par un Dragon blanc sous forme humaine et qu'il lui a volé le Dofus. Trouvant la situation inquiétante, Adamaï se demande si c'est un autre Dragon Blanc. Yugo dit qu'à part lui et Balthazar il n'y en a pas d'autres (sauf les primordiaux qui sont pacifiques). Peu après, Yugo raconte toute l'histoire aux enfants de Drill. La jeune fille se rappelle d'un endroit où est inscrit l'anneau sur des fresques. Découvrant que l'anneau permet d'ouvrir un passage jusqu'à Emrub, Yugo et Adamaï rejoignent Joris et Tristepin dans le Zinit. Puis ils plongent dans le portail dimensionnel.
Quand Yugo, Adamaï, Maître Joris, et Tristepin arrivent dans Emrub, ils ne voient aucun enfant dans la dimension, ils trouvent plus loin situé dans une énorme bulle de Wakfu un arbre ou sont enfermés les enfants dormants dans des bulles de Wakfu. Au niveau des racines se trouve l'Eliacube qui protège le lieu. Après que Yugo et Adamaï réussissent à désactiver l'Eliacube, Balthazar surgit de la bulle géante, énervé s’apprêtant à brûler Yugo et Adamaï les deux frères combattent Balthazar jusqu'à l'arrivée de Ruel, Amalia et Evangelyne. Après les quiproquos, Balthazar se ressaisit. Il pensait qu'en récupérant les six Dofus Eliatropes, il pourrait créer un nouveau monde pour les enfants Eliatropes, mais il n'a fait que les enfermer dans de doux rêves pensant bien faire.
Cependant, grâce à l’énergie des six Dofus Eliatropes et à l'énergie de l'Eliacube, le Dofus de Balthazar a éclos et son frère Glip est sorti.
Balthazar gardera pour de bon l'Eliacube et donnera les six Dofus à Yugo et Adamaï en les mettant en garde : les Dofus Eliatropes sont dangereux, nul ne sait ce qu'ils peuvent commettre ensemble.
Ailleurs, Jiva a reçu la visite de Dame Echo qui lui a demandé les Dofus Eliatropes. Lui disant qu'elle sait ce qu'elle avait à faire, Dame Echo s'en va,. Jiva, qui n'en peut plus de cette situation qu'elle considère indigne pour Ulgrude, son bien-aimé, se prépare à régler quelque chose d'important.

## Albums

### Fiche technique
Source globale : Bédéthèque.
Auteurs
- Scénario : Anthony « Tot » Roux, Céline « Azra » Wertbrouck, Tom Gobart et Jerôme « Jay » Lefévère
- Dessin : Saïd Sassine et Cynthia Leman
- Couleurs : David « Mig » Laurent
- Assistants : Jean-François « Jefk » Caïazzo et Mig

Éditeur
- Ankama Éditions

Nombre de volumes
- 5

Format
- 11,5 cm × 18 cm

### Liste des volumes et chapitres
| no | Français         | Français          |
| no | Date de sortie   | ISBN              |
| --- | ---------------- | ----------------- |
| 1 | 14 juin 2012     | 978-2-3591-0274-1 |
| Titre du volume : La Quête des Dofus Eliatropes Fiche technique : - Scénario : Tot et Azra - Dessin : Saïd Sassine - Couleur : Jefk Couverture : Yugo, Chibi, Adamaï, Ruel, Evangelyne, Amalia, Tristepin, Grougaloragran Prépublication : Wakfu Mag no 1 de mai 2012 : chapitre 1Liste des chapitres : - Ch. 1 : Le Voleur de lait de Boufette - Ch. 2 : L'Anniversaire - Ch. 3 : L'Invité surprise - Ch. 4 : Phaéris le puissant - Ch. 5 : Le Sacrifice de Phaéris |                  |                   |
| 2 | 4 juillet 2013   | 978-2-359-10418-9 |
| Titre du volume : La Légende de Jiva Fiche technique : - Scénario : Tot et Azra - Dessin : Saïd Sassine - Couleur : Jefk Couverture : Yugo, Adamaï, Ruel, Evangelyne, Amalia, Tristepin, Chevaliers Justice Père & Fils, KeroshoListe des chapitres : - Ch. 6 : Ulgrude aime Jiva - Ch. 7 : Le Départ - Ch. 8 : Un nouveau Shushu dans la famille - Ch. 9 : La Dispute - Ch. 10 : Le Grand Départ                                                                    |                  |                   |
| 3 | 28 novembre 2014 | 978-2-359-10438-7 |
| Titre du volume : Les Mines de Lamororia Fiche technique : - Scénario : Tot et Azra - Dessin : Saïd Sassine - Assistant : Mig Couverture : Yugo, Adamaï, Ruel, Evangelyne, Amalia, Tristepin, Maître JorisListe des chapitres : - Ch. 11 : Droit devant - Ch. 12 : La Bonne Pêche - Ch. 13 : Le Calme avant la tempête - Ch. 14 : Tempête ton monde ! - Ch. 15 : Le Gardien du Zinit                                                                                 |                  |                   |
| 4 | 2 décembre 2016  | 978-2-3591-0530-8 |
| Titre du volume : L'Errance des Eliatropes Fiche technique : - Scénario : Tot et Azra - Dessin : Saïd Sassine - Couleur : Mig Couverture : Yugo, Qilby, OrgonaxListe des chapitres : - Ch. 16 : Interstellaire - Ch. 17 : Au cœur du Zinit - Ch. 18 : Le Dofus Ébène - Ch. 19 : Le Dofus Pourpre - Ch. 20 : Un Monde meilleur |                  |                   |
| 5 | 5 juillet 2019   | 979-1-0335-0540-2 |
| Liste des chapitres : - Ch. 21 : Cœur de glace - Ch. 22 : De sang-froid - Ch. 23 : À la poursuite de Jiva - Ch. 24 : De l'électricité dans l'air - Ch. 25 : Réunions de famille Titre du volume : L'Arène des neiges Fiche technique : - Scénario : Tom Gobart et Jerôme Lefévère - Dessin : Cynthia Leman Couverture : Yugo, Evangeline, Tristepin, Adamaï, Ruel, Amalia, Maître Joris, Jiva                                                                        |                  |                   |